# Sherin Khankan
Sherin Khankan   (Aarhus, 13 d'octubre de 1974), abans Ann Christine Khankan, és la primera imam dona de Dinamarca que ha coordinat l'obertura d'una mesquita a Copenhaguen dirigida per dones anomenada mesquita Mariam. També és activista en temes musulmans com la integració femenina i l'extremisme religiós, i ha escrit nombrosos textos sobre islam i política.

## Trajectòria
Khankan va néixer a Dinamarca el 1974, filla d'un pare sirià i una mare finesa. El seu pare era refugiat polític i feminista. Khankan va estudiar a Damasc i va tornar a Dinamarca l'any 2000. Considera que va néixer entre dos mons i que el seu objectiu és conciliar contraris. Té un màster en Sociologia de la Religió per la Universitat de Copenhaguen. Khankan té dues filles i dos fills i està divorciada.
Khankan ha dirigit la fundació de la mesquita Mariam al centre de Copenhaguen. La mesquita es diferencia d'altres mesquites daneses perquè està dirigida per dones, enlloc de que les dones es limitin a vigilar les cerimònies religioses des d'un balcó. Existeixen mesquites semblants als EUA, Canadà i Alemanya, però Mariam va ser la primera a Dinamarca. Khankan va fundar una organització anomenada Musulmans Crítics interessada en el vincle entre religió i política. El 2006 va publicar un llibre titulat Islam og Forsoning – en offentlig sag («Islam i reconciliació: una qüestió pública»).
Khankan assenyala que tant el cristianisme, com les institucions jueves o musulmanes s'han convertit en patriarcals, i considera que les mesquites dirigides per dones són un repte per a aquesta tradició. Tot i haver viscut certa oposició, assegura que la recepció ha estat, en general, favorable. La mesquita es va obrir el febrer de 2016, però no va oferir un servei regular fins al mes d'agost. Khankan va cridar a la pregària i 60 dones es van reunir al pis de sobre d'un establiment de menjar ràpid. Una altra imam, Saliha Marie Fetteh, va prendre la paraula i va parlar sobre dona i islam. La nova mesquita ha celebrat diversos casaments. La mesquita casa parelles de religions diferents, fet que algunes mesquites no permeten. Va formar part del parlament com a candidata del partit socioliberal Esquerra Radical. Khankan va ser nomenada per la BBC una de les 100 Dones de 2016.